# 刘仁愿
刘仁愿（？—？）， 字士元，雕阴郡大斌县（今陕西省榆林市子洲县）人，参加过唐灭百济、唐与高句丽的战争。

## 生平
刘仁愿在唐太宗贞观年间起家为弘文馆学士。他胆气过人，一次陪同唐太宗游猎，徒手格杀猛兽，受到太宗的赞赏。并下诏任命他为内供奉。贞观十九年（645年），刘仁愿参加了唐太宗征讨高句丽的战争，班师回朝后，以功勋超拜上柱国，别封黎阳县开国公，擢授右武卫凤鸣府左果毅都尉等职。
贞观二十一年（647年），刘仁愿任行军子总管，随英国公李勣征讨薛延陀，安抚九姓铁勒部落。回军后，改授右卫中郎将，依旧任内朝供奉。
贞观二十二年（648年），刘仁愿再次任子总管，领军征战辽东高句丽，因事被免官除名。但不久又被授为右武卫神通府左果毅都尉。
永徽二年（651年），唐高宗即位后，受命去铁勒抚慰，并频繁去辽东侦察敌情。
永徽五年（654年），刘仁愿授葱山道行军子总管，随卢国公程知节征讨阿史那贺鲁，回师后跟从唐高宗巡幸洛阳。
显庆元年（656年），迁左骁卫郎将，次年再次去铁勒抚慰。四年（659年），入吐谷浑及吐茠劳军。
显庆五年（660年），授嵎夷道行军子总管，随邢国公苏定方破百济，俘虏百济王扶余义慈和太子扶余隆等以下官员七百馀人。刘仁愿被任为都护，留下与新罗王金春秋的少子金仁泰共同镇守百济都城泗沘城。唐朝在百济设立熊津都督府，以左卫中郎将王文度为熊津都督，但在渡海时病亡。百济旧将僧道琛、福信等人立故王子扶余丰为王，起兵反抗唐军，围攻刘仁愿于府城。高宗任命刘仁轨检校带方州刺史，代替王文度统军，与新罗兵一起援救刘仁愿，并击退围攻百济军，与城中的刘仁愿会合。百济军遣使往高句丽及倭国请求援兵，唐朝也再次派出右威卫将军孙仁师率兵过海援助，于是孙仁师、刘仁愿及新罗王金法敏帅陆军以进，刘仁轨另率杜爽、扶余隆率水军及粮船，自熊津江前往白江，会合陆军同时攻打周留城。刘仁轨遇倭兵于白江口，爆发白江口之战，唐军四战皆捷，烧毁敌军船只四百余艘，百济王扶余丰脱身逃走，其宝剑被缴获。王子扶余忠胜、扶余忠志等，率众及倭军并耽罗国使，向唐军投降。百济再次被平定。孙仁师与刘仁愿率军还朝，刘仁轨领一部分兵留下镇守。不久刘仁愿率新军渡海，与旧镇兵交接镇守事务。刘仁愿到达百济后，检校熊津都督刘仁轨极力劝说刘仁愿，要求自己继续留守百济。刘仁愿不愿违抗皇帝命令，坚决要求换防，刘仁轨只好上书高宗，才得到允许。

## 家庭
刘仁愿出自雕阴刘氏，是右贤王刘豹的后裔。

### 高祖
- 刘某，西魏散骑常侍、□远将军、□州大中正、彭城穆公，魏孝武帝西迁长安时，随同徙居关内[2]

### 曾祖
- 刘平，西魏镇北大将军、朔方郡太守、绥州刺史、上开府仪同三司、彭城郡开国公[2]

### 祖父
- 刘懿，北周骠骑大将军、仪同三司，隋朝使持节、绥州诸军事、绥州总管、绥州刺史，雕阴郡开国公[2]

### 父亲
- 刘大俱，唐朝使持节、同绥二州总管、廿四州诸军事、绥州刺史、都督左武卫将军、右骁卫大将军、胜夏二州道行军总管、冠军大将军、镇军大将军、上柱国、彭城郡开国公[2]

### 兄弟姐妹
- 刘遐则，唐朝使持节、沙州诸军事、沙州刺史、上柱国、洛源县开国公

## 唐刘仁愿纪功碑
现树立于韩国国立扶余博物馆大院。